# 890 до н. е.

## Події
- Єгипет: Шешонк ІІ став співправителем свого батька, фараона Осоркона І ХХІІ (лівійської) династії. Одночасно він був верховним жерцем бога Амона у Фівах.